# Ockje Tellegen
Ockje Tellegen (Delft, 16 de octubre de 1974) es una política neerlandesa que actualmente ocupa un escaño en la Segunda Cámara de los Estados Generales para el período legislativo 2012-2017 por el Partido Popular por la Libertad y la Democracia.